# Ardisia biniflora
Ardisia biniflora är en viveväxtart som beskrevs av Ridley. Ardisia biniflora ingår i släktet Ardisia och familjen viveväxter. Inga underarter finns listade i Catalogue of Life.